# Uniwersytet Marii Curie-Skłodowskiej
Uniwersytet Marii Curie-Skłodowskiej, oficjalny akronim: UMCS – uczelnia publiczna z siedzibą w Lublinie, powołana do życia w 1944 roku jako piąty uniwersytet w Polsce. Największa uczelnia akademicka Polski Wschodniej. Według rankingu Research.com, zajmuje 18 miejsce, na 37 klasyfikowanych polskich szkół wyższych, oraz 1534 pozycję w skali światowej.  Uczelnia należy do konsorcjum Uniwersytetów Europejskich ATHENA. Należy również do Związku Uczelni Lubelskich, wraz z Politechniką Lubelską, Uniwersytetem Medycznym w Lublinie, Katolickim Uniwersytetem Lubelskim oraz Uniwersytetem Przyrodniczym w Lublinie.

## Historia
Uniwersytet został powołany do życia 23 października 1944 roku jako uczelnia państwowa. Początkowo funkcjonował z czterema wydziałami: Lekarskim, Przyrodniczym, Rolnym i Weterynaryjnym, lecz w ciągu niecałych trzech miesięcy powstał piąty – Wydział Farmaceutyczny. Uroczysta inauguracja pierwszego roku akademickiego miała miejsce 14 stycznia 1945 roku. Kadrę naukową stanowiło wówczas 42 profesorów, m.in. z uczelni Lwowa i Wilna. Studia podjęło 806 słuchaczy. Organizatorem i pierwszym rektorem Uniwersytetu był zoolog prof. Henryk Raabe.
Ten profil Uniwersytetu utrzymał się do lat 50. XX wieku. W 1949 roku uczelnia powiększyła się o Wydział Prawa. Rok później z Uniwersytetu wydzielono fakultety: Lekarski i Farmaceutyczny, które dały podstawę Akademii Medycznej (obecnie Uniwersytetowi Medycznemu). Na początku 1952 roku, istniejący już Wydział Matematyczno-Przyrodniczy podzielił się na dwa Wydziały: Matematyki, Fizyki i Chemii oraz Biologii i Nauk o Ziemi. W tym samym roku otwarto Wydział Humanistyczny, a w 1953 roku Zootechniczny.
Znaczącą reorganizację struktury Uniwersytet przeżył w 1955 roku, gdy wyodrębniono z niego Wydziały: Rolny, Weterynaryjny i Zootechniczny, które stały się podwalinami Akademii Rolniczej, obecnie Uniwersytetu Przyrodniczego. W drugą połowę lat 50. Uniwersytet wkroczył z czterema wydziałami: Biologii i Nauk o Ziemi, Matematyki, Fizyki i Chemii, Prawa oraz Humanistycznym.
Kolejność nazwisk patronki wymienianych w nazwie Uniwersytetu została przejęta z języka francuskiego. Prawo nie daje możliwości zmiany nazwy uczelni jej władzom. Sama patronka UMCS używała zamiennie obu form pisowni swego nazwiska.

## Władze UMCS
W kadencji 2020–2024:
| Stanowisko                                       | Imię i nazwisko                        |
| ------------------------------------------------ | -------------------------------------- |
| Rektor                                           | prof. dr hab. Radosław Dobrowolski     |
| Prorektor ds. rozwoju i współpracy z gospodarką  | prof. dr hab. Zbigniew Pastuszak       |
| Prorektor ds. nauki i współpracy międzynarodowej | prof. dr hab. Wiesław Ignacy Gruszecki |
| Prorektor ds. studentów i jakości kształcenia    | prof. dr hab. Dorota Kołodyńska        |
| Prorektor ds. ogólnych                           | dr hab. Arkadiusz Bereza               |
| Kanclerz                                         | mgr Grażyna Elżbieta Fiok              |

### Rektorzy UMCS
Pełna lista rektorów UMCS:

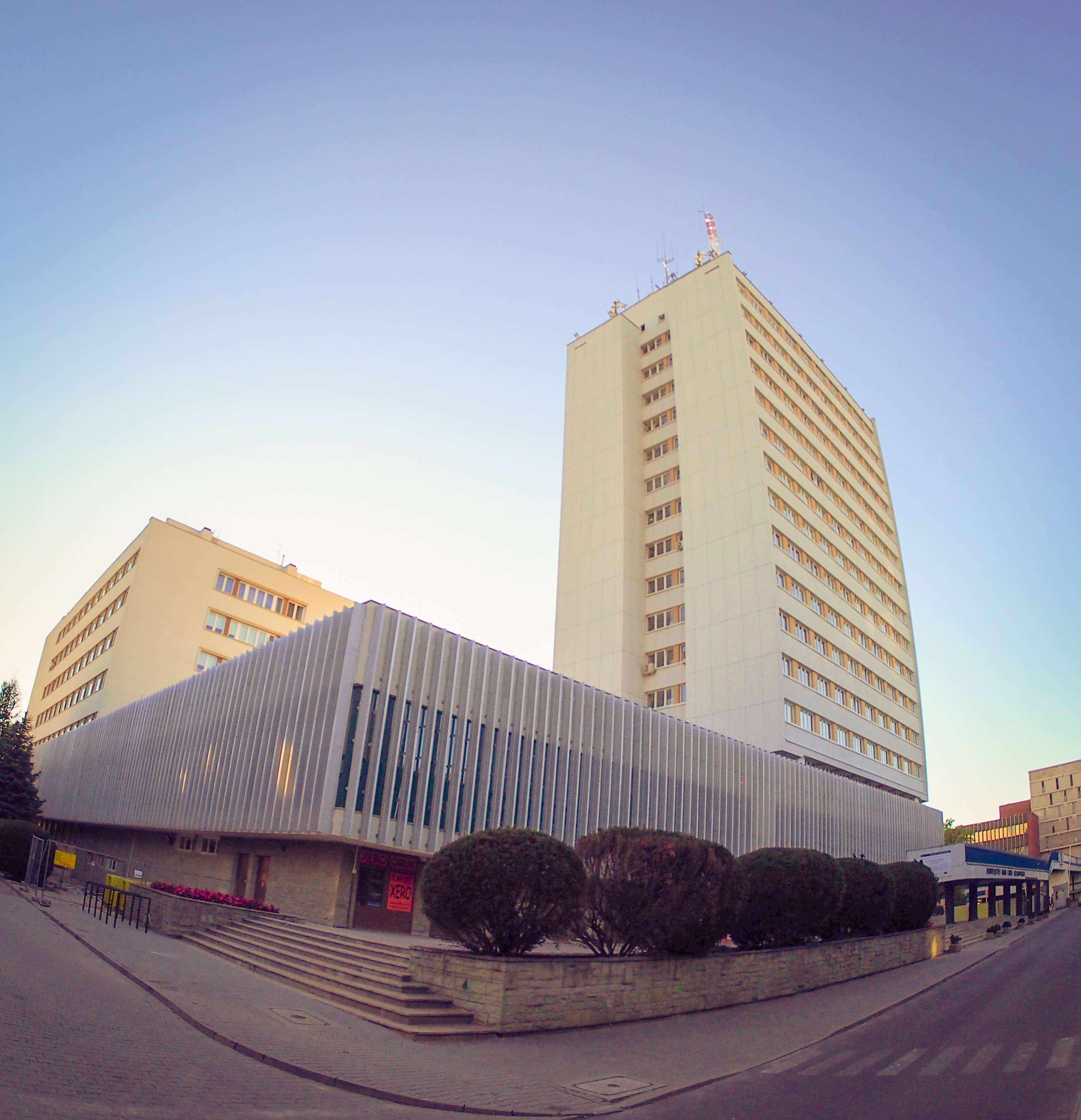
Rektorat UMCS

1. Henryk Raabe (24 października 1944 – 31 sierpnia 1948)
2. Tadeusz Kielanowski (1 września 1948 – 31 grudnia 1949)
3. Józef Parnas (jako p.o., 1 stycznia 1950 – 31 grudnia 1951[12])
4. Bohdan Dobrzański (1 stycznia 1952 – 31 sierpnia 1955)
5. Andrzej Burda (1 września 1955 – 7 maja 1957)
6. Adam Paszewski (8 maja 1957 – 31 sierpnia 1959)
7. Grzegorz Leopold Seidler (1 września 1959 – 11 kwietnia 1969)
8. Zbigniew Lorkiewicz (1 lipca 1969 – 30 września 1972)
9. Wiesław Skrzydło (1 października 1972 – 31 sierpnia 1981)
10. Tadeusz Baszyński(inne języki) (1 września 1981 – 21 maja 1982)
11. Józef Szymański (24 maja 1982 – 31 sierpnia 1984)
12. Stanisław Uziak (1 września 1984 – 31 sierpnia 1987)
13. Zdzisław Cackowski (1 września 1987 – 30 listopada 1990)
14. Eugeniusz Gąsior (1 grudnia 1990 – 14 sierpnia 1993)
15. Kazimierz Goebel (24 września 1993 – 31 sierpnia 1999)
16. Marian Harasimiuk (1 września 1999 – 31 sierpnia 2005)
17. Wiesław Kamiński (1 września 2005 – 31 sierpnia 2008)
18. Andrzej Dąbrowski (1 września 2008 – 31 sierpnia 2012)
19. Stanisław Michałowski (1 września 2012 – 31 sierpnia 2020)[13][14]
20. Radosław Dobrowolski (1 września 2020 – nadal)

## Wydziały
| Nazwa wydziału                                  | Rok założenia         | Adres internetowy wydziału |
| ----------------------------------------------- | --------------------- | -------------------------- |
| Wydział Artystyczny                             | 1989/(1997)           | WA                         |
| Wydział Biologii i Biotechnologii               | 1944/(1952)/2011      | WBiB                       |
| Wydział Chemii                                  | 1944/(1989)           | WCh                        |
| Wydział Ekonomiczny                             | 1965                  | WE                         |
| Wydział Filologiczny                            | 2019                  | WF                         |
| Wydział Filozofii i Socjologii                  | 1990                  | WFiS                       |
| Wydział Historii i Archeologii                  | 2019                  | WHiA                       |
| Wydział Matematyki, Fizyki i Informatyki        | 1944/1952/1989/(2001) | WMFI                       |
| Wydział Nauk o Ziemi i Gospodarki Przestrzennej | 1944/(1952)/2011      | WNoZiGP                    |
| Wydział Pedagogiki i Psychologii                | 1973                  | WPiP                       |
| Wydział Politologii i Dziennikarstwa            | 1993                  | WPiD                       |
| Wydział Prawa i Administracji                   | 1949                  | WPiA                       |
| Wydział Zamiejscowy w Puławach                  | 2014                  | WZwP                       |

### Kierunki studiów I stopnia i Jednolite Magisterskie
Wydział Artystyczny:
- edukacja artystyczna w zakresie sztuk plastycznych,
- edukacja artystyczna w zakresie sztuki muzycznej,
- grafika (studia prowadzone są również w języku angielskim),
- jazz i muzyka estradowa,
- malarstwo.

Wydział Biologii i Biotechnologii:
- biologia (studia prowadzone są również w języku angielskim),
- biotechnologia.

Wydział Chemii:
- chemia (studia prowadzone są również w języku angielskim dla cudzoziemców),
- inżynieria nowoczesnych materiałów,
- inżynieria światłowodowa.

Wydział Ekonomiczny:
- analityka gospodarcza,
- ekonomia,
- finanse i rachunkowość,
- logistyka,
- międzynarodowe stosunki gospodarcze
- prawno-biznesowy (studia prowadzone w języku angielskim),
- zarządzanie.

Wydział Filozofii i Socjologii:
- europeistyka,
- filozofia,
- kognitywistyka (studia prowadzone są również w języku angielskim),
- kreatywność społeczna,
- socjologia,
- zarządzanie w politykach publicznych.

Wydział Historii i Archeologii:
- archeologia,
- historia,
- archiwistyka i nowoczesne zarządzanie zapisami informacyjnymi,
- geoarcheologia,
- geowizualizacja historyczna i archeologiczna,
- turystyka historyczna

Wydział Filologiczny:
- architektura informacji,
- archiwistyka i nowoczesne zarządzanie zapisami informacyjnymi,
- e-edytorstwo i techniki redakcyjne,
- polsko-niemieckie studia kulturowe i translatorskie,
- portugalistyka, studia portugalsko-brazylijskie
- anglistyka,
- bałkanistyka,
- germanistyka,
- iberystyka,
- romanistyka,
- rusycystyka,
- ukrainistyka,
- filologia polska,
- glottodydaktyka polonistyczna,
- informacja w e-społeczeństwie,
- informatologia stosowana,
- kulturoznawstwo,
- lingwistyka stosowana,
- logopedia z audiologią,
- technologie cyfrowe w animacji kultury,
- translacja konferencyjna,
- turystyka historyczna.

Wydział Matematyki, Fizyki i Informatyki:
- bezpieczeństwo radiacyjne
- fizyka,
- fizyka techniczna,
- informatyka,
- inżynieria nowoczesnych materiałów,
- matematyka,
- matematyka w finansach,
- nauczanie matematyki i informatyki,
- Science and Technology (studia prowadzone w języku angielskim).

Wydział Nauk o Ziemi i Gospodarki Przestrzennej:
- geografia,
- geografia wojskowa i zarządzanie kryzysowe,
- geoinformatyka,
- gospodarka przestrzenna,
- Tourism Management (studia prowadzone w języku angielskim),

- turystyka i rekreacja.

Wydział Pedagogiki i Psychologii:
- animacja kultury,
- pedagogika,
- pedagogika specjalna,
- pedagogika przedszkolna, i wczesnoszkolna,
- pedagogika resocjalizacyjna,
- praca socjalna,
- psychologia.

Wydział Politologii i Dziennikarstwa:
- administracja, i zarządzanie publiczne
- bezpieczeństwo narodowe,
- dziennikarstwo i komunikacja społeczna,
- International Relations,
- politologia,
- produkcja medialna,
- public relations i zarządzanie informacją
- społeczeństwo informacyjne,
- stosunki międzynarodowe (studia prowadzone są również w języku angielskim),

Wydział Prawa i Administracji:
- administracja,
- bezpieczeństwo wewnętrzne,
- prawo,
- prawno-biznesowy,
- prawno-menadżerski.

Wydział Zamiejscowy w Puławach:
- administracja publiczna,
- chemia techniczna,
- fizjoterapia (wspólnie z Uniwersytetem Medycznym w Lublinie),
- public relations i doradztwo medialne,
- wychowanie fizyczne.

Kierunki międzyobszarowe: 
- inżynieria nowoczesnych materiałów (WMFiI z WC)
- matematyka i finanse (WMFiI z WE)
- społeczeństwo informacyjne(WMFiI z WPiD).

W zakresie kształcenia językowego na Uniwersytecie funkcjonują następujące jednostki:
- Centrum Nauczania i Certyfikacji Języków Obcych UMCS,
- Centrum Języka i Kultury Polskiej dla Polonii i Cudzoziemców,
- Centrum Brytyjskie Uniwersytetu Marii Curie-Skłodowskiej,
- Centrum Języka Portugalskiego/Camões,
- Centrum Języka i Kultury Rosyjskiej
- Centrum Europy Wschodniej.

### Szkoły doktorskie
Szkoła Doktorska Nauk Humanistycznych, i Sztuki:
- archeologia,
- filozofia,
- historia,
- językoznawstwo,
- literaturoznawstwo,
- nauki o kulturze i religii,
- sztuki muzyczne,
- sztuki plastyczne i konserwacja dzieł sztuki.

Szkoła Doktorska Nauk Społecznych:
- Ekonomia i finanse
- Geografia społeczno-ekonomiczna i gospodarka przestrzenna
- Nauki o komunikacji społecznej i mediach
- Nauki o polityce i administracji publicznej
- Nauki o zarządzaniu i jakości
- Nauki prawne
- Nauki socjologiczne
- Pedagogika
- Psychologia

Szkoła Doktorska Nauk Ścisłych i Przyrodniczych:
- Matematyka
- Nauki biologiczne
- Nauki chemiczne
- Nauki fizyczne
- Nauki o Ziemi i środowisku
- Rolnictwo i ogrodnictwo

## Kształcenie

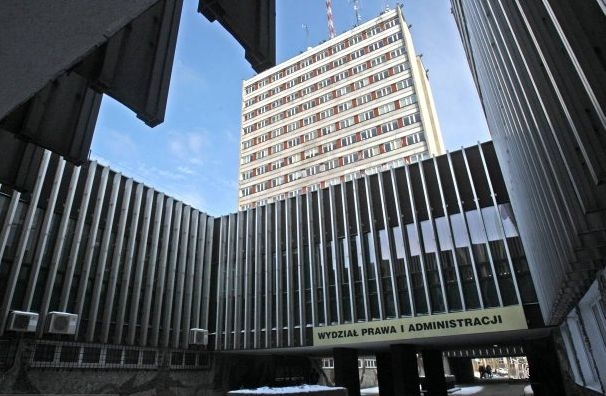
Budynek Wydziału Prawa i Administracji UMCS

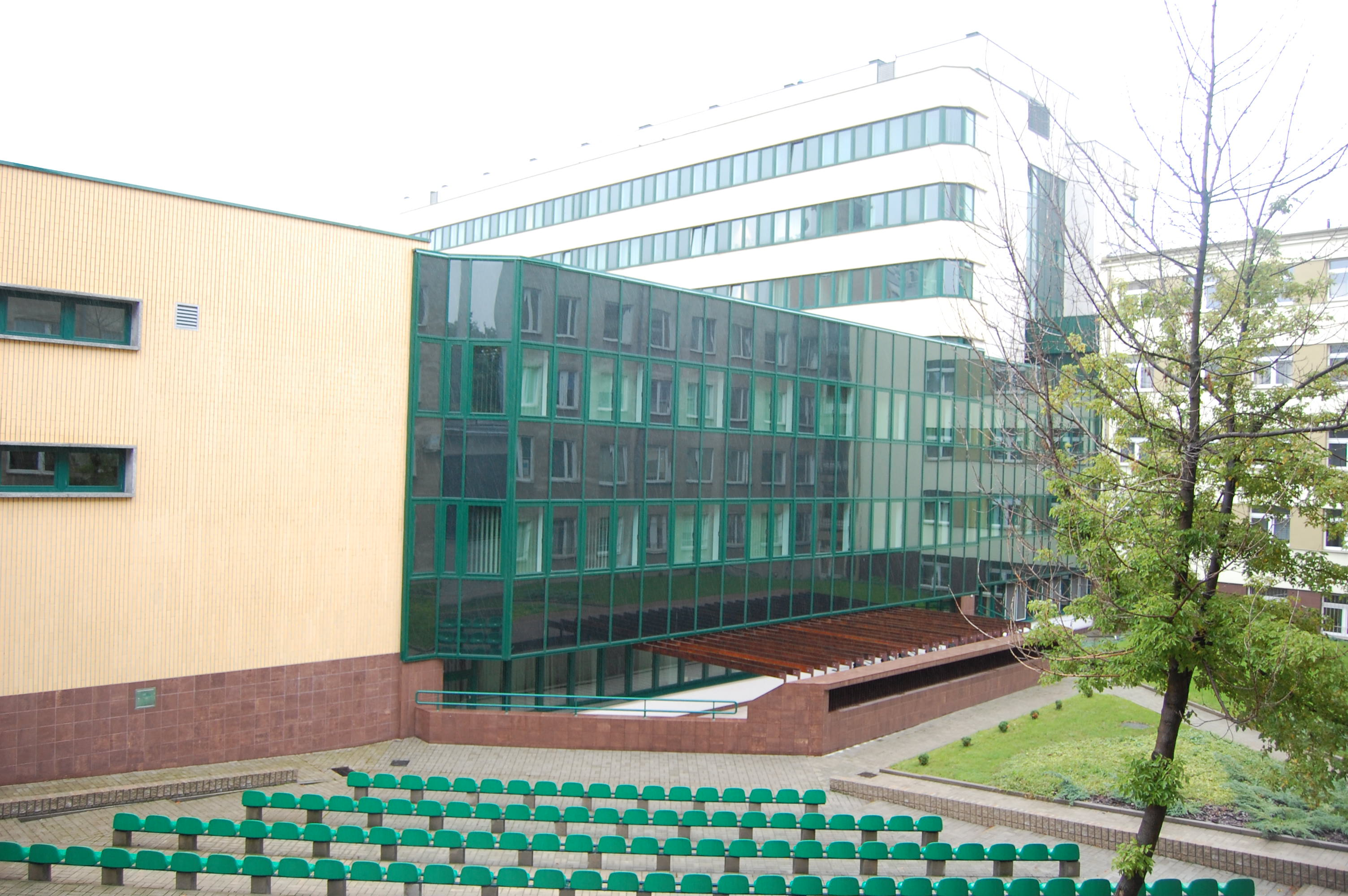
Wydział Humanistyczny UMCS aula i patio

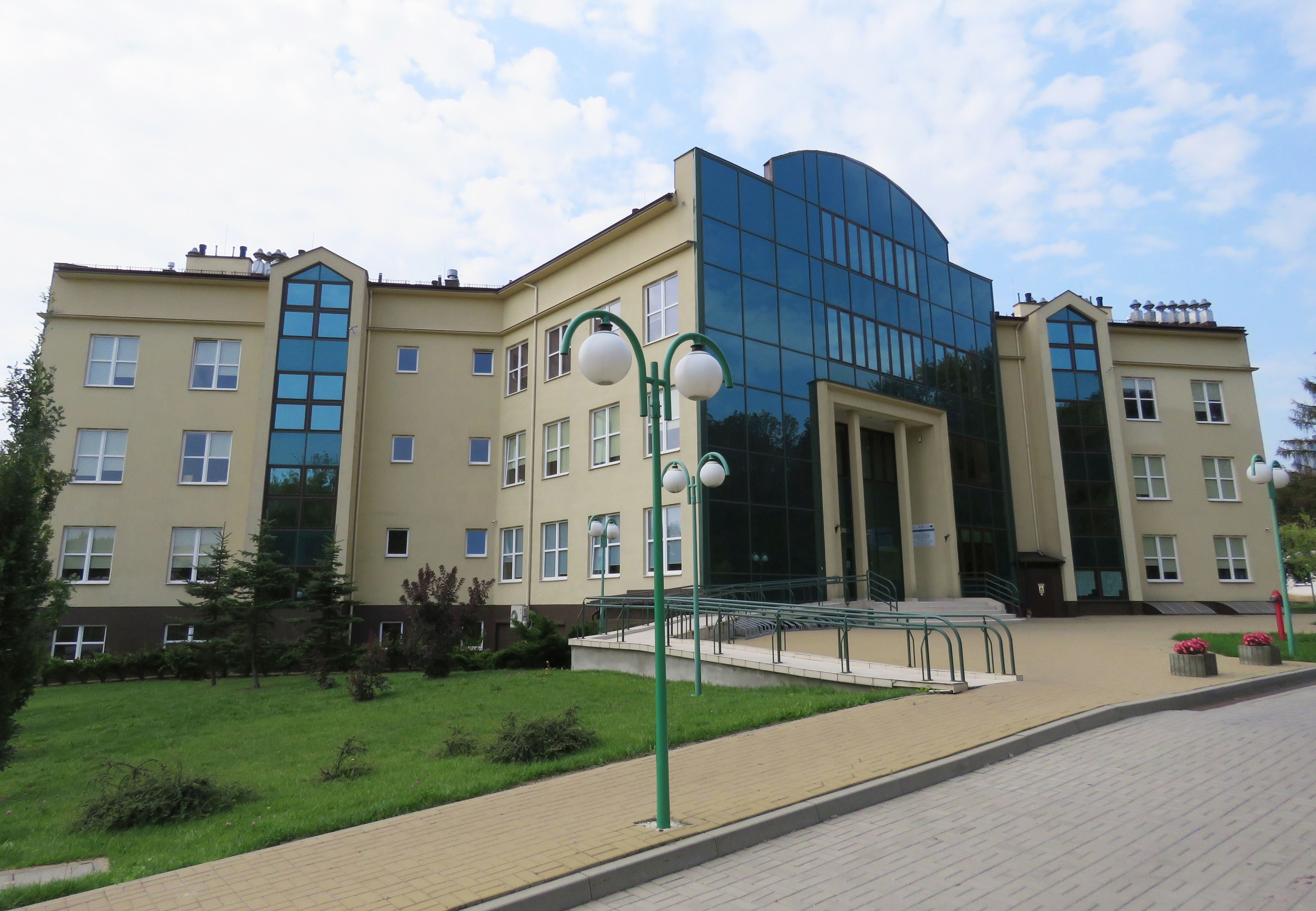
Wydział Nauk o Ziemi i Gospodarki Przestrzennej UMCS

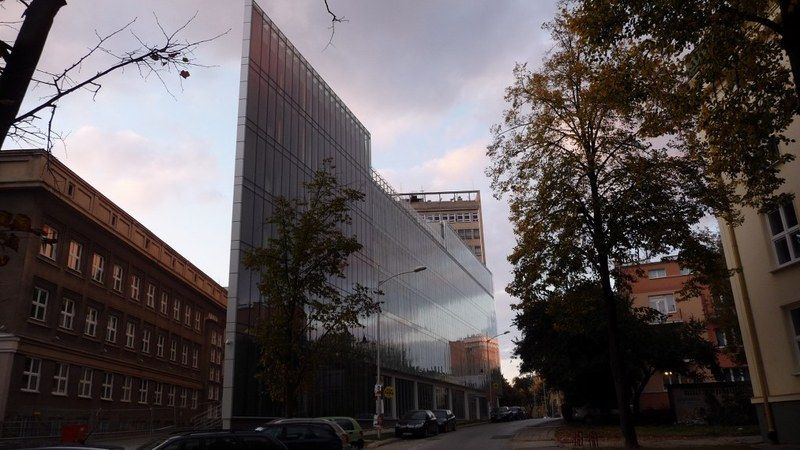
Budynek Instytutu Informatyki UMCS

UMCS prowadzi blisko 90 kierunków z ponad 300 specjalnościami w ramach studiów I i II stopnia oraz jednolitych magisterskich, w różnych obszarach nauk i ok. 100 kierunków studiów podyplomowych. Od 2012 Uczelnia prowadzi Uniwersytet Dziecięcy w Lublinie, który organizuje zajęcia dla dzieci w wieku od 6 do 12 lat. Od roku akademickiego 2019/2020 prowadzone są trzy szkoły doktorskie; Szkoła Doktorska Nauk Humanistycznych i Sztuki, Szkoła Doktorska Nauk Społecznych oraz Szkoła Doktorska Nauk Ścisłych i Przyrodniczych.
Ogółem w roku akademickim 2022/2023 liczba studentów wynosiła blisko 17 000 osób, w tym 1600 cudzoziemców. W tym też roku akademickim, zainaugurowano 7000 nowych studentów, ponadto studia rozpoczęło 700 cudzoziemców.
Uniwersytet Marii Curie-Skłodowskiej ukończyło 260 000 absolwentów (dane na rok akademicki 2022/2023)

## Baza uczelni

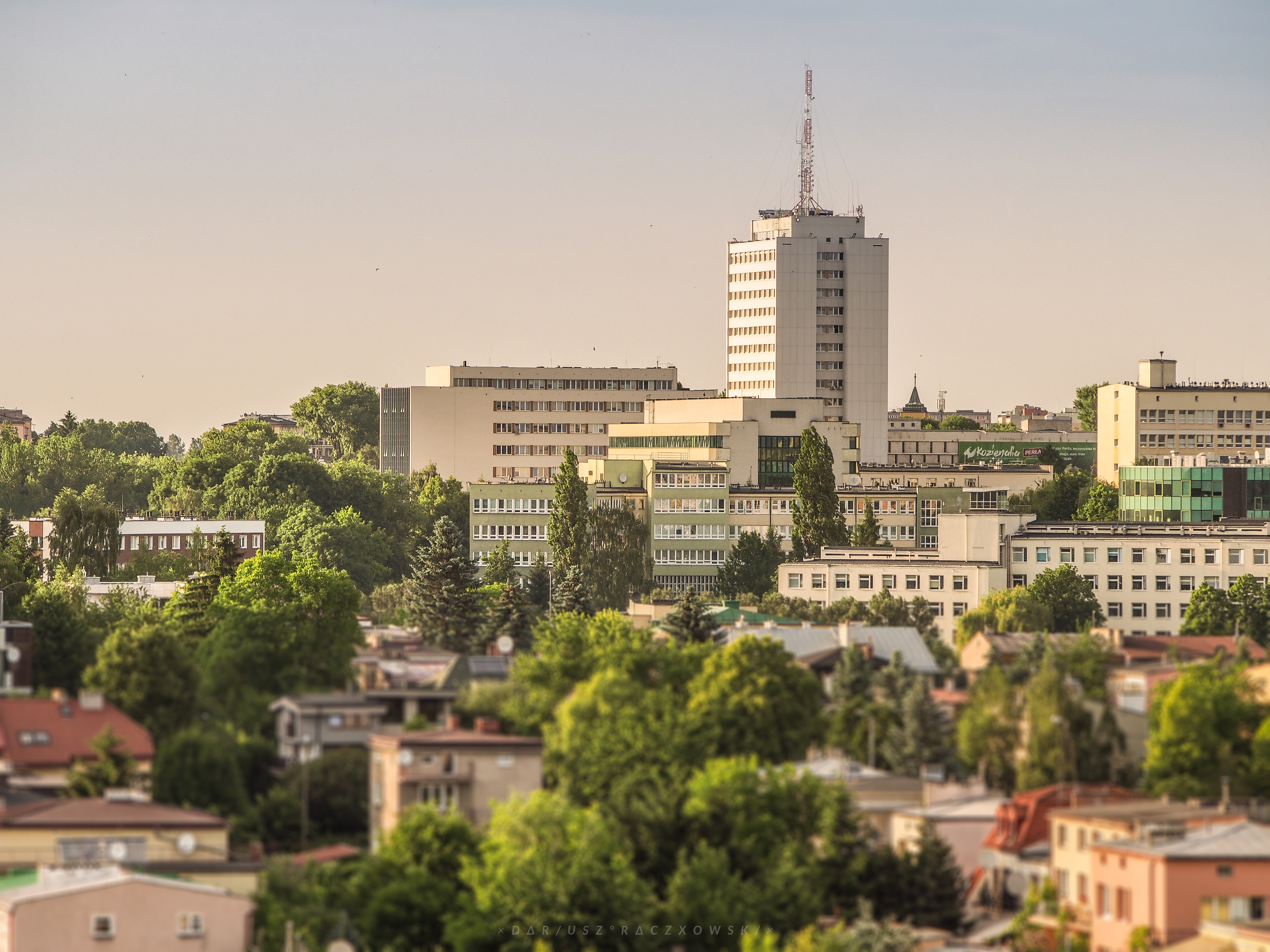
Widok na miasteczko akademickie z dzielnicy LSM

### Budynki UMCS
UMCS kształci studentów w 10 budynkach dydaktycznych. W 2020, nastąpiło uroczyste otwarcie nowoczesnych obiektów dydaktycznych Wydziału Politologii i Dziennikarstwa oraz Wydziału Pedagogiki Psychologii na Kampusie Zachodnim im. Unii Lubelskiej. Pozostałe znajdują się na terenie Miasteczka akademickiego zbudowanego z inicjatywy rektora Grzegorza Leopolda Seidlera.
UMCS posiada Collegium Novum w Puławach będące do 2014 roku siedzibą Puławskiej Szkoły Wyższej przekształcone w Wydział Zamiejscowy.

### Miasteczko Akademickie
Miasteczko akademickie jest ograniczone ulicami: Uniwersytecką (od wschodu), Głęboką (od południa), al. Kraśnicką (od zachodu) i ul. Weteranów (od północy). Na terenie miasteczka znajduje się 10 domów studenckich (Amor, Babilon, Cebion, Dodek, Eskulap, Femina, Grześ, Helios, Ikar, Jowisz) oraz komercyjne akademiki (poza miasteczkiem znajdują się dom studencki „Zana” oraz Dom Studenta Zaocznego), rektorat, siedziby większości wydziałów (poza Wydziałem Politologii oraz Wydziałem Pedagogiki i Psychologii), przychodnia studencka, biblioteki, Akademicki Ośrodek Sportowy (korty, boiska, kilkanaście sal sportowych, duża hala i basen) oraz Akademickie Centrum Kultury "Chatka Żaka". Działa tam także Biuro Karier UMCS i Wydawnictwo Uniwersyteckie. W obrębie miasteczka akademickiego znajdują się także obiekty KUL oraz Uniwersytetu Przyrodniczego.

### Biblioteka Główna UMCS

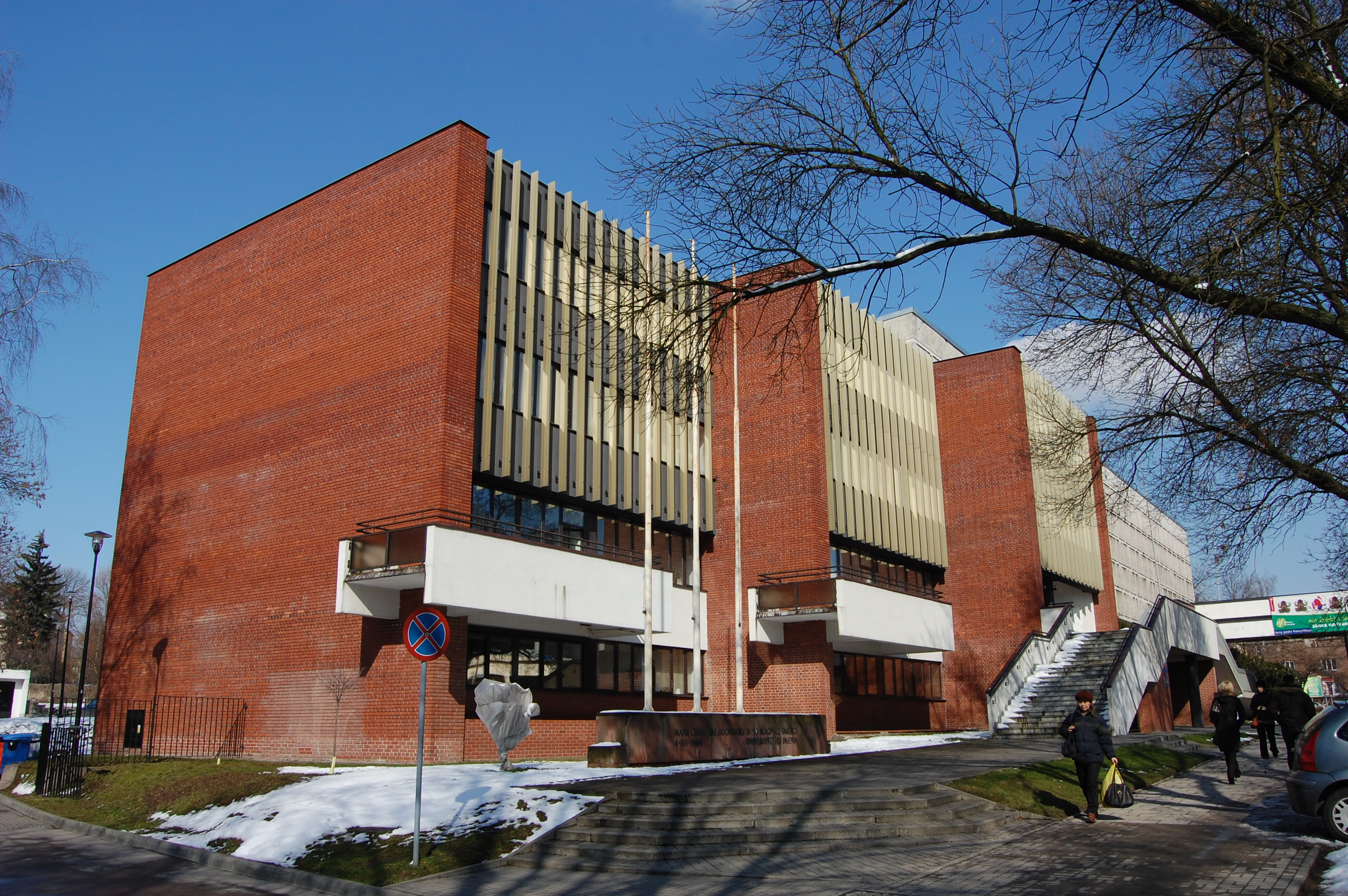
Biblioteka Główna UMCS

Biblioteka Uniwersytetu Marii Curie-Skłodowskiej jest systemem biblioteczno-informacyjnym, który składa się z Biblioteki Głównej i bibliotek specjalistycznych. Profil zasobów bibliotecznych, na które składają się tradycyjne zbiory oraz najnowsze źródła informacji ma charakter uniwersalny. Zbiory Biblioteki Głównej w 2023 liczyły 1 875 043 woluminów, i jednostek obliczeniowych a zbiory całego systemu biblioteczno-informacyjnego UMCS – 2 841 866.

### „Chatka Żaka”

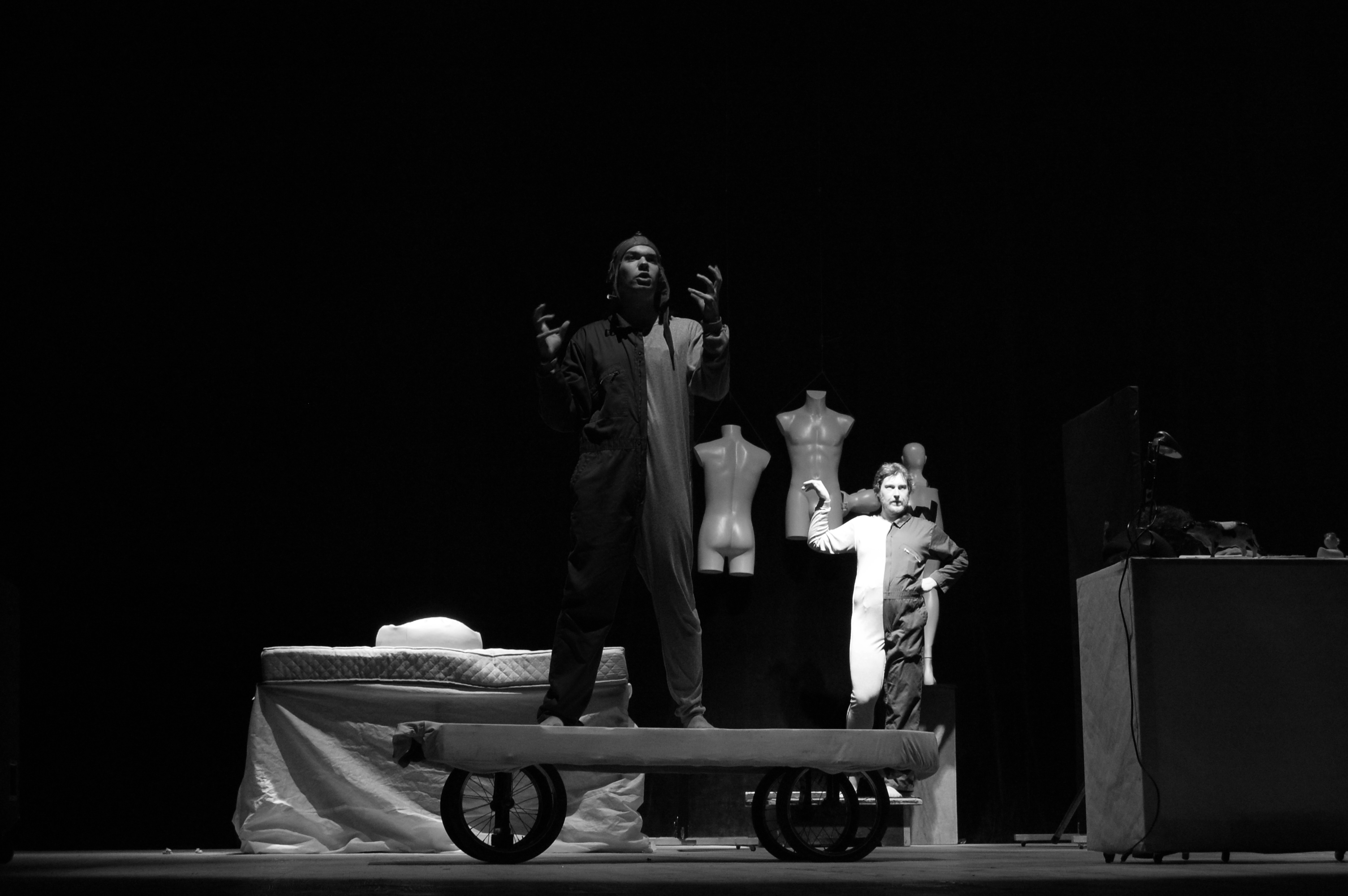
Akademickie Centrum Kultury, występ łódzkiego Teatru Napięcie podczas Kontestacji 2008.

Powstałe w 1965 roku Akademickie Centrum Kultury UMCS „Chatka Żaka” jest jednym z największych co do wielkości, ośrodkiem kulturalnym w Lublinie. Centrum jest organizatorem imprez kulturalnych, koncertów, spotkań z artystami, przeglądów filmowych i teatralnych. W „Chatce Żaka” działają zespoły artystyczne i pracownie twórcze: Artystyczne Warsztaty Umiejętności, Chór Akademicki UMCS, Kino Studyjne, zespół bębniarski Młode Djembe, Orkiestra św. Mikołaja, Pracownia Plastyczna, Galeria Sztuki, Teatr Akademicki, Warsztaty Kreatywne, Zespół Tańca Ludowego UMCS, Zespół Tańca Towarzyskiego „Impetus”, redakcja „Pisma Folkowego”, Inkubator Medialno-Artystyczny UMCS, Akademickie Radio Centrum (wcześniej jako radiowęzeł) i Telewizja Akademicka TV UMCS.
Wydarzenia kulturalne organizowane w „Chatce Żaka”:
- Ogólnopolski Festiwal Piosenki Artystycznej „Wschody”,
- Chatka Blues Festiwal,
- Festiwal Muzyki Ludowej „Mikołajki Folkowe”,
- „Bakcynalia”,
- Studencki Przegląd Alternatywnej Muzyki „SPAM”,
- Studencki Ogólnopolski Festiwal Teatralny „Kontestacje”,
- Studenckie Konfrontacje Filmowe,
- Lubelskie Dni Fotografii,
- PlakatON,
- Powachluj na Scenie.

### Inkubator Medialno-Artystyczny UMCS
Inkubator Medialno-Artystyczny UMCS to cyfrowy ośrodek twórczy, którego beneficjentami są zarówno studenci, uczniowie, jak i artyści, ludzie mediów oraz użytkownicy nowych technologii. Inkubator umożliwia organizację koncertów, spektakli teatralnych oraz widowisk z udziałem publiczności w sali widowiskowej, pełniącej również rolę kina 3D. Instalacja wallboxa, identycznego jak w studiu telewizyjnym, umożliwia rejestrację odbywających się tu imprez, jak i realizację własnych produkcji telewizyjnych.
W skład Inkubatora Medialno-Artystycznego UMCS wchodzą:
- studio telewizyjne, umożliwiające m.in. realizację programów „na żywo” wraz z równoczesną ich rejestracją, a także programów w celu późniejszej postprodukcji,
- zespół emisyjny radiowy (składający się ze studia i reżyserki) oraz zespół radiowy produkcyjno-emisyjny,
- pracownia komputerowa wyposażona w szesnaście stanowisk do nauki zasad edycji i montażu materiałów wideo i audio.

### Sport akademicki

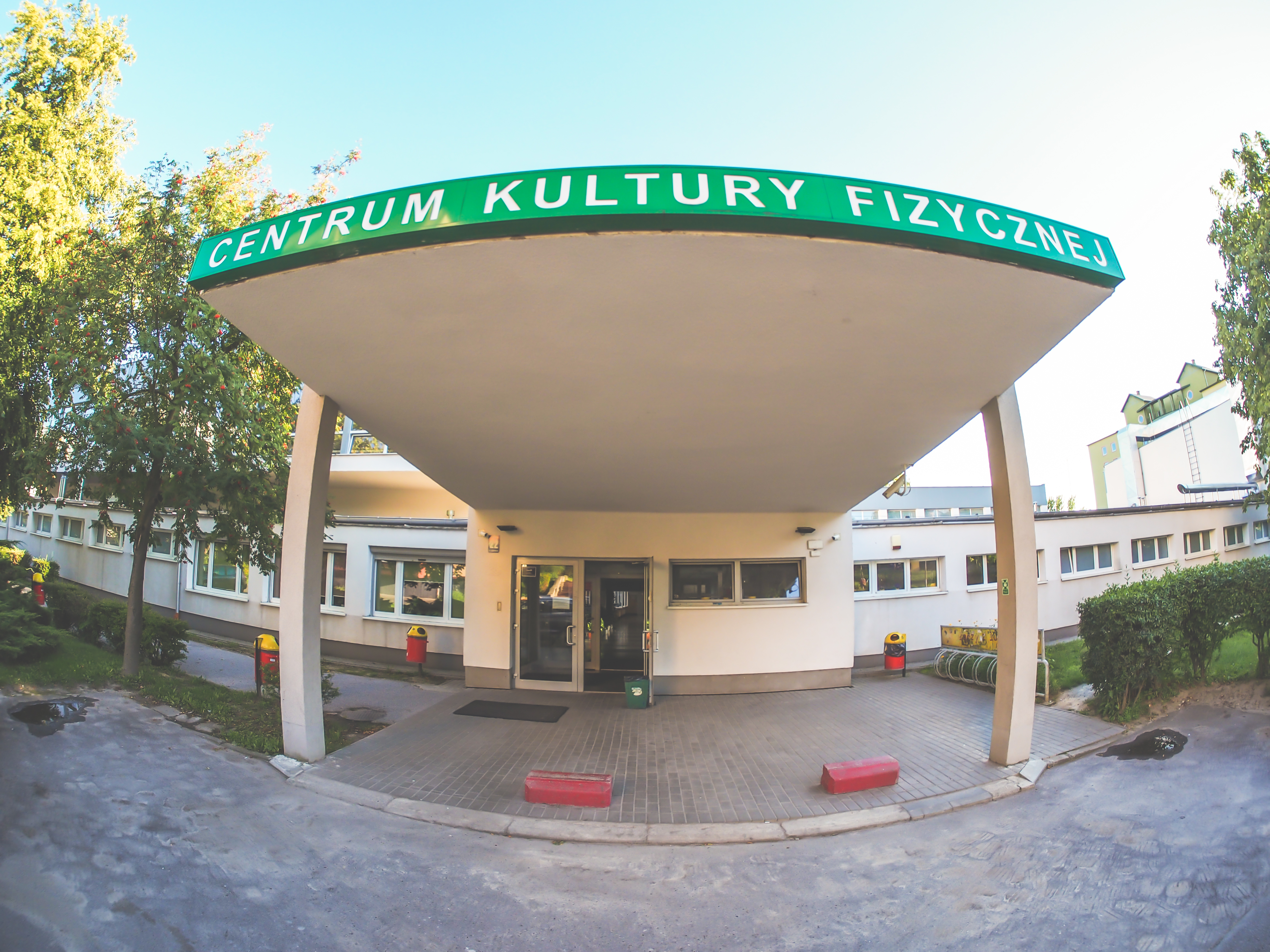
Wejście do Centrum Kultury Fizycznej UMCS

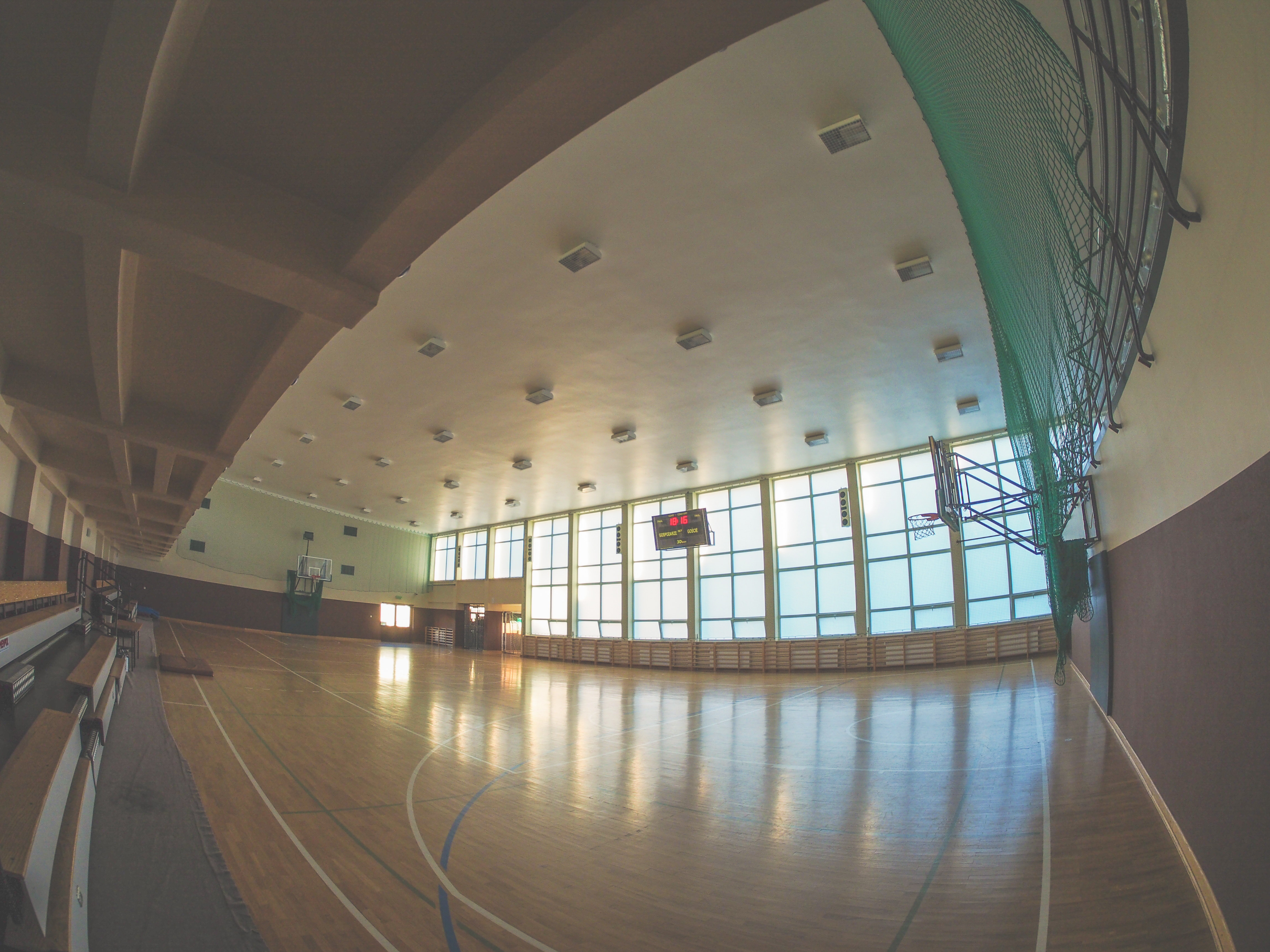
Wnętrze CKF UMCS

UMCS odnotowuje sukcesy sportowe, zarówno w Akademickich Mistrzostwach Polski, jak w najwyższych ligach państwowych. Za realizację tych zadań odpowiadają Klub Uczelniany AZS UMCS Lublin i Biuro Sportu UMCS. Studenci mogą uczęszczać na zajęcia w ponad 40 sekcjach sportowych. Klub Uczelniany Akademickiego Związku Sportowego UMCS w Lublinie, mający 70-letnią tradycję, w 2023 zrzeszał ponad 1300 członków i 50 trenerów w 40 sekcjach uniwersyteckich, 13 sekcjach wyczynowych i 9 zespołach ligowych. 
Sportowcy UMCS reprezentują uczelnię na terenie Polski, startując w rozgrywkach pod szyldem Akademickich Mistrzostw Polski. W roku akademickim 2015/2016 zdobyli srebrny medal w klasyfikacji Uniwersytetów. Klub prowadzi sekcje wyczynowe: lekkoatletyka – ekstraklasa PZLA, koszykówka kobiet – Tauron Basket Liga Kobiet oraz tenis stołowy – ekstraklasa PZTS, futsal mężczyzn – I liga PZPN, piłka ręczna kobiet – I liga ZPRP, piłka ręczna mężczyzn – II liga ZPRP, koszykówka mężczyzn – II liga PZKosz, siatkówka kobiet – II Liga PZPS w Polsce.
Od sezonu 2015/2016 do zespołów ligowych dołączyły także sekcja trójboju siłowego i podnoszenia ciężarów, klub prowadzi również sekcję bobslei i skeletonu, biegów na orientację oraz wyczynową sekcję pływania.
Kompleks budynków Centrum Kultury Fizycznej UMCS składa się z 3 hal sportowych, pływalni, 2 siłowni, sali do fitnessu oraz sali do spinningu. Obok kompleksu znajduje się wielofunkcyjne boisko ze sztuczną nawierzchnią i oświetleniem oraz 2 boiska do siatkówki plażowej.
Do największych osiągnięć klubu należy zdobycie w 2023 mistrzostwa Polski w Basket liga Kobiet, zdobycie złotego medalu w Akademickich Mistrzostwach Polski w Koszykówce Kobiet oraz Mężczyzn w maju 2016 r., a także występ zawodników Klubu Uczelnianego AZS UMCS Lublin w Igrzyskach Olimpijskich w Rio de Janeiro – Kinga Kołosińska i Monika Brzostek (siatkówka plażowa) oraz Rafał Fedaczyński – chód.
Główne obszary działalności:
- prowadzenie zajęć dydaktycznych z wychowania fizycznego dla studentów wszystkich Wydziałów UMCS oraz zajęć treningowych w ramach sekcji sportowych Klubu Uczelnianego AZS UMCS Lublin, a także zajęć z gimnastyki korekcyjnej i leczniczej dla studentów z dysfunkcją aparatu ruchowego,
- prowadzenie odpłatnych zajęć komercyjnych, w tym w zakresie spinningu, doskonalenia i nauki pływania, aqua aerobik, aqua senior i aqua slim, pływania rekreacyjnego /karnety/, zajęć 40+, badań wydolnościowych, siłowni,
- współpraca ze Szkołami Partnerskimi – w ramach Drzwi Otwartych UMCS organizowane są zawody, w których rywalizują studenci UMCS i uczniowie Szkół Partnerskich.

### Działalność studencka

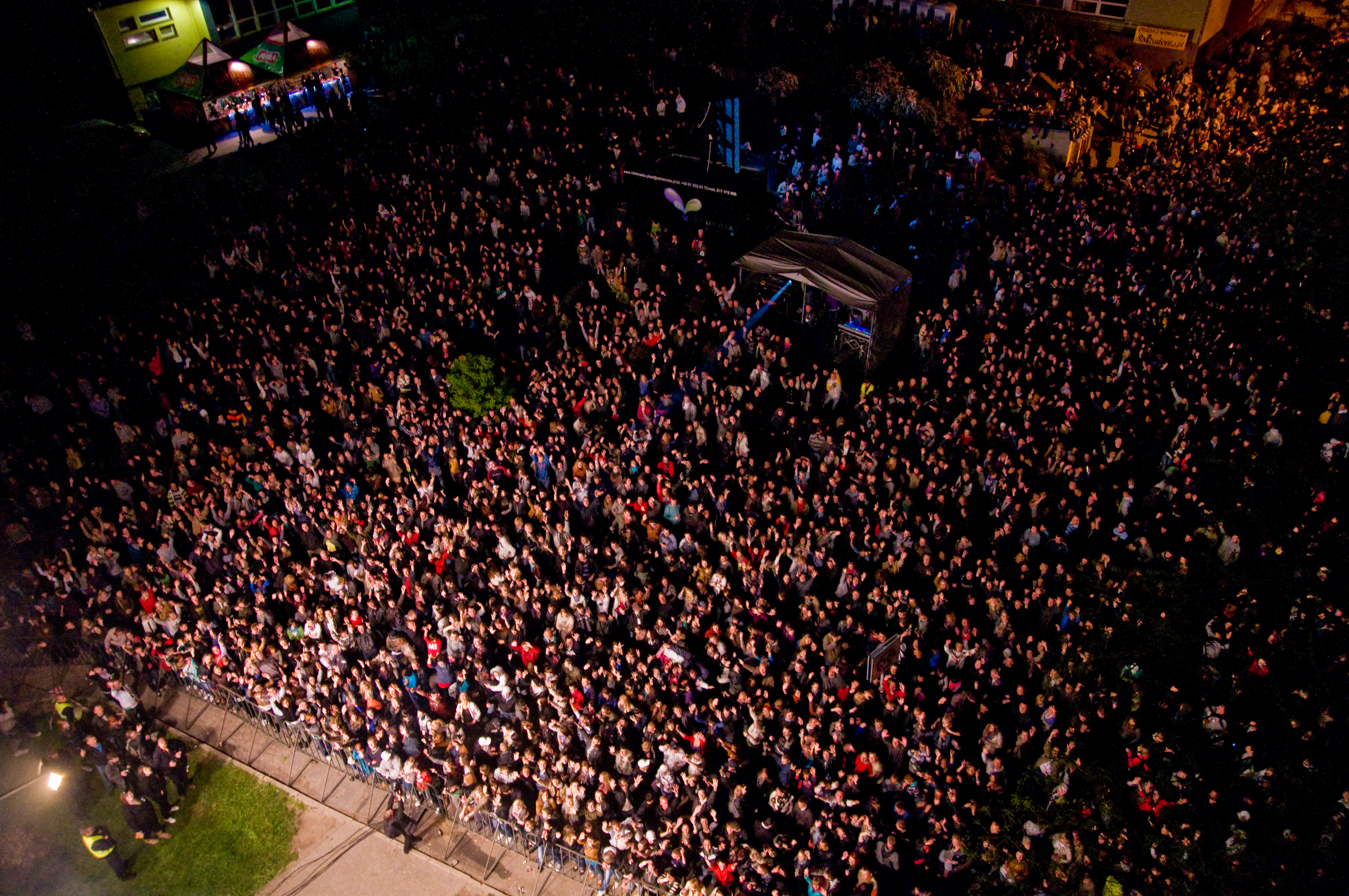
Studenci podczas Lubelskich Dni Kultury Studenckiej „Kozienalia”

#### Zarząd Uczelniany Samorządu Studentów UMCS
Samorząd Studentów to wyłączny reprezentant ogółu studentów. Jego głównym założeniem jest dbałość o interesy społeczności studenckiej UMCS. Działania Samorządu podejmowane są na dwóch płaszczyznach: wydziałowej i ogólnouczelnianej.
W porozumieniu z Samorządem podejmowane są najważniejsze decyzje dotyczące kwestii związanych ze sprawami socjalno-bytowymi studentów, a także regulaminu studiów. ZUSS wspiera działania studentów. Poprzez realizację imprez i projektów o charakterze kulturalnym dba o integrację środowiska studenckiego UMCS. Oprócz tego wydaje m.in. Miesięcznik Samorządu Studentów „A4”, angażuje się w organizację turniejów sportowych i organizuje Lubelskie Dni Kultury Studenckiej „Kozienalia”. Na wydziałach samorząd funkcjonuje jako tzw. RWSS (Rady Wydziałowe Samorządu Studentów). Tworzą je przedstawiciele studentów, wybierani w powszechnych i tajnych wyborach na dwuletnie kadencje przez studentów danego wydziału. Do obowiązków członków RWSS należy reprezentowanie studentów na posiedzeniach wydziałowych organów kolegialnych, takich jak: Studencka Komisja Socjalna, Komisja Dydaktyczna oraz Zespół ds. Jakości Kształcenia. Przedstawiciele studentów zasiadają również w radach wydziałów.

#### Koła naukowe i organizacje studenckie
W UMCS działa 121 kół naukowych o różnorodnej specyfice na wszystkich wydziałach. W Uczelni funkcjonują także przedstawicielstwa organizacji ogólnopolskich i ogólnoświatowych, m.in.: AIESEC, ESN, AEGEE, Elsa, NZS czy AZS. Działa także Duszpasterstwo Akademickie UMCS.

### Sieć komputerowa
Pod koniec lat 80. Lublin był jednym z pierwszych miast w Polsce, gdzie powstała akademicka sieć komputerowa (LASK, następnie LubMAN), później przekształcona w sieć miejską – LubMAN. Twórcą i pierwszym dyrektorem sieci był Zbigniew Skorzyński. Sieć dzieli się na dwie części (obsługiwane przez wspólny zespół administratorów, światłowody i urządzenia aktywne): komercyjną, obsługującą użytkowników indywidualnych i lokalne przedsiębiorstwa oraz akademicką, obsługującą UMCS oraz pozostałe lubelskie uczelnie.
Sieć akademicka LubMAN na wiele lat opóźniła wejście komercyjnych operatorów do Lublina, oferując usługi mieszkańcom z uwagi na rozległe położenie światłowodów w mieście.

### Ośrodki zamiejscowe
UMCS posiada Wydział Zamiejscowy w Puławach. Ośrodek w Rzeszowie działał w latach 1969–2001, następnie został przekształcony w Uniwersytet Rzeszowski.